# Братська могила радянських воїнів (Битиця)
Братська могила радянських воїнів — пам'ятка історії місцевого значення (охоронний № 1090-См), розташована в центрі села Битиця Сумського району біля приміщення колишньої сільської ради. На братській могилі в 1959 році встановлено бетонну скульптуру воїна.
Занесено до Державного реєстру нерухомих пам'яток України Наказом міністерства культури України від 16 грудня 2016 року № 1198.

## Історія
Ще під час німецько-радянської війни на території села Битиця було поховано воїнів 293-ї стрілецької дивізії 40-ї армії, які загинули під час захоплення Сумщини наприкінці вересня — на початку жовтня 1941 року під час оборонних боїв за село та воїнів 520-го, 465-го, 86-го, 21-го, 498-го, 615-го стрілецьких полків 180-ї стрілецької дивізії. Також тут поховані воїни 492-го мінометного полку, які загинули під час визволення села від нацистських загарбників у кінці лютого — на початку березня і 18 серпня 1943 року та померли від ран у серпні — вересні 1943 року в дислокованих в селі шпиталях.
У 1959 році останки загиблих воїнів з різних місць села були перенесені в центр до братської могили. Точну кількість похованих у могилі не встановлено. Відомі прізвища 110 воїнів. Цього ж року на братській могилі було встановлено бетонну скульптуру воїна. По обидва боки від скульптури споруджено дві цегляні оцементовані стели, які примикають до постаменту.
Під час повномасштабного російського вторгнення в Україну пам'ятник було пошкоджено. Унаслідок авіаційного удару в ніч з 9 на 10 березня 2022 року вибухова хвиля зруйнувала скульптурний пам'ятник і пошкодила меморіальні дошки з прізвищами похованих.

## Опис
На братській могилі встановлено бетонну скульптуру воїна висотою 2,5 метри. На двометровому постаменті — бетонна дошка з меморіальним написом. По обидва боки від скульптури воїна споруджено 2 цегляні оцементовані стели, які примикають до постаменту. У нижній частині постаменту і на двох стелах розташовані 11 чавунних дощок з прізвищами загиблих воїнів.